# Louis Salomon

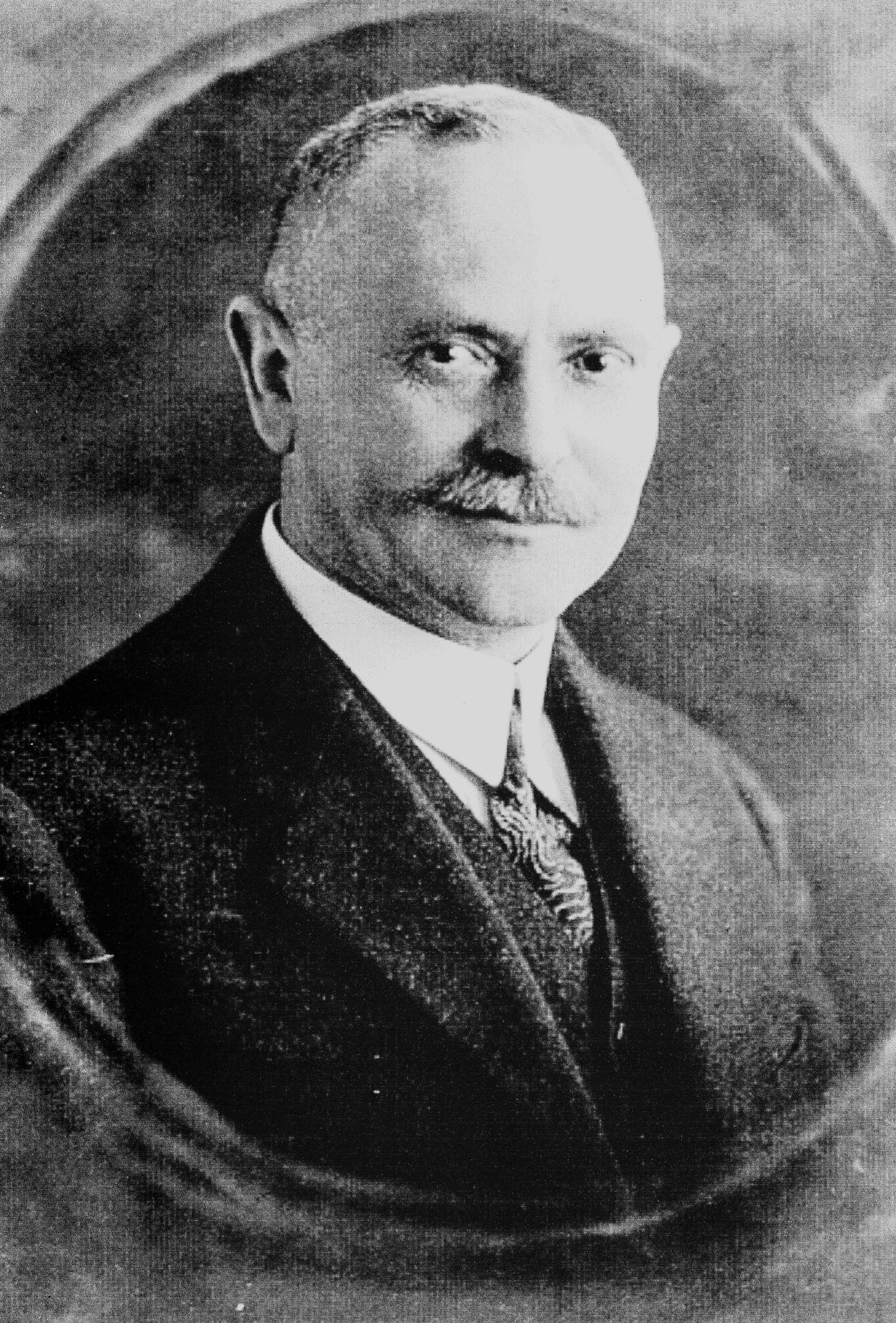
Louis Salomon

Louis Arje Salomon (geboren 17. April 1872 in Schwersenz bei Posen; gestorben 16. Dezember 1955 in Ein Charod, Israel) war ein deutscher Kaufmann jüdischen Glaubens und der letzte Vorsteher der jüdischen Gemeinde in Berlin-Spandau.

## Leben
Louis Salomon war der zweite von drei Söhnen des Glasers Gabriel Salomon und dessen Frau Liebchen Salomon (geb. Schmuckler). Der ältere Bruder Josef (genannt Julius) wurde am 26. November 1868 geboren, der jüngere Benno (Baruch) am 15. Januar 1875. Neben der Glaserei betrieben die Eltern einen Handel mit Landprodukten (Felle, Metalle, Wolle, Flachs und Honig). Die Kinder besuchten in Schwersenz die jüdische Volksschule und wurden von zwei Lehrern unterrichtet. Die Schule wurde von der großen jüdischen Gemeinde von Schwersenz betrieben, zu der 100 Kinder gehörten. Aus finanziellen Gründen konnten Louis und seine Brüder nicht das Gymnasium in Posen besuchen, da die Eltern keinen der Söhne bevorzugen wollten, aber das Schulgeld für drei Kinder zu teuer war.
Louis Salomon begann mit 14 Jahren eine Lehre als Verkäufer in einem Geschäft für Kurz-, Weiß- und Wollwaren sowie Damen- und Herrenhüte in Kurnik (Inhaber: Max Oelsner). Nach der Lehre wurde er von der Firma übernommen. Um 1890 wechselte er als Verkäufer nach Posen.
Am 1. März 1896 kam Salomon aus der Kleinstadt Schwersenz zunächst nach Berlin in eine „sehr angenehme Vertrauensstellung“ bei einem Berliner Textilienhändler und dann nach Spandau, wo sein Arbeitgeber an der Adresse Markt 6 (Ecke Breite Straße) ein Filialgeschäft besaß. Am 15. Februar 1897 konnte Louis Salomon es kaufen und wurde selbständig. Er schrieb dazu: „Dieses war zwar klein, aber ich war Detaillist und traute mir zu, es ertragsfähig zu machen.“ Er verkaufte es bald wieder und erwarb das benachbarte Haus Markt 7, wo er sein Geschäft neu eröffnete und bis 1929 leitete.

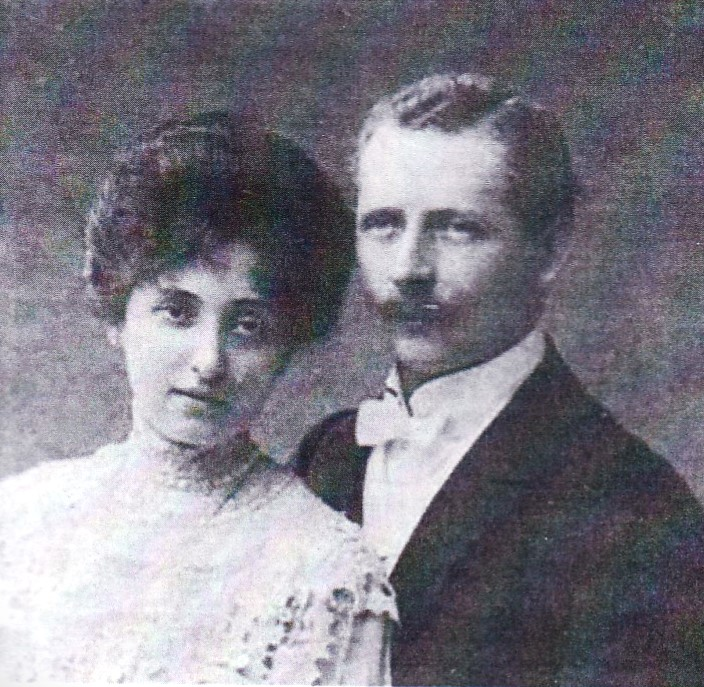
Louis und Franziska (Fränze) Salomon (vermutlich Hochzeitsfoto, 1897)

Am 29. Juni 1897 verlobte er sich mit Fränze (Franziska) Brasch, die aus Posen stammte und dort zeitweise im selben Unternehmen wie Salomon gearbeitet hatte; am 30. November 1897 fand die Hochzeit statt. Das Ehepaar wohnte im 2. Stock über dem Geschäft in Spandau, Markt 7. Aus der Ehe gingen zwei Töchter hervor: Margot Salomon, später verheiratete Weiss, und Gerta Salomon, verheiratete Kallner. 1901 wurde als drittes Kind ein Sohn geboren, der nach kurzer Zeit starb. Fränze Salomon wollte nach dem Tod des Kindes nicht in der Wohnung bleiben, und so zog die Familie um in die Potsdamer Straße 40 (heute Carl-Schurz-Straße 39) in das Haus des jüdischen Apothekers Julius Siegmann. Weil Fränze wegen eines Herzfehlers leidend war, besuchte die Familie verschiedene Seebäder und Kurorte (u. a. Swinemünde, Misdroy, Bad Sulza und zuletzt Bad Nauheim und Bad Oeynhausen). Fränze Salomon starb am 17. November 1917.
Salomon vertrat die Spandauer Kaufmannschaft in verschiedenen Gremien und Körperschaften und war als städtischer Amtsvormund, als Delegierter der Berliner Handelskammer beim Finanzamt Spandau sowie als Schöffe beim Amtsgericht in Spandau tätig. 1915 ließ er sich im Alter von 43 Jahren im Ersten Weltkrieg als Soldat einziehen, was er als „Ehrenpflicht“ betrachtete.
Nach vier Jahren als Witwer heiratete er im Januar 1922 Ernestine (genannt Alma) Tarnowski, verwitwete Rosenheimer, und zog mit ihr in das Haus Breite Straße 33, das er 1917 gekauft hatte; das Ehepaar bewohnte eine große Wohnung im 2. Stock. Almas Mann, ein Kegelbruder Salomons, war plötzlich gestorben. Dessen Möbelgeschäft führte zunächst die Witwe weiter, nach der Heirat übernahm es ihr ältester Sohn Fredy Rosenheimer. Für den jüngeren Stiefsohn Gerd richtete Salomon eine Filiale ein, doch dieser wählte einen anderen Beruf.

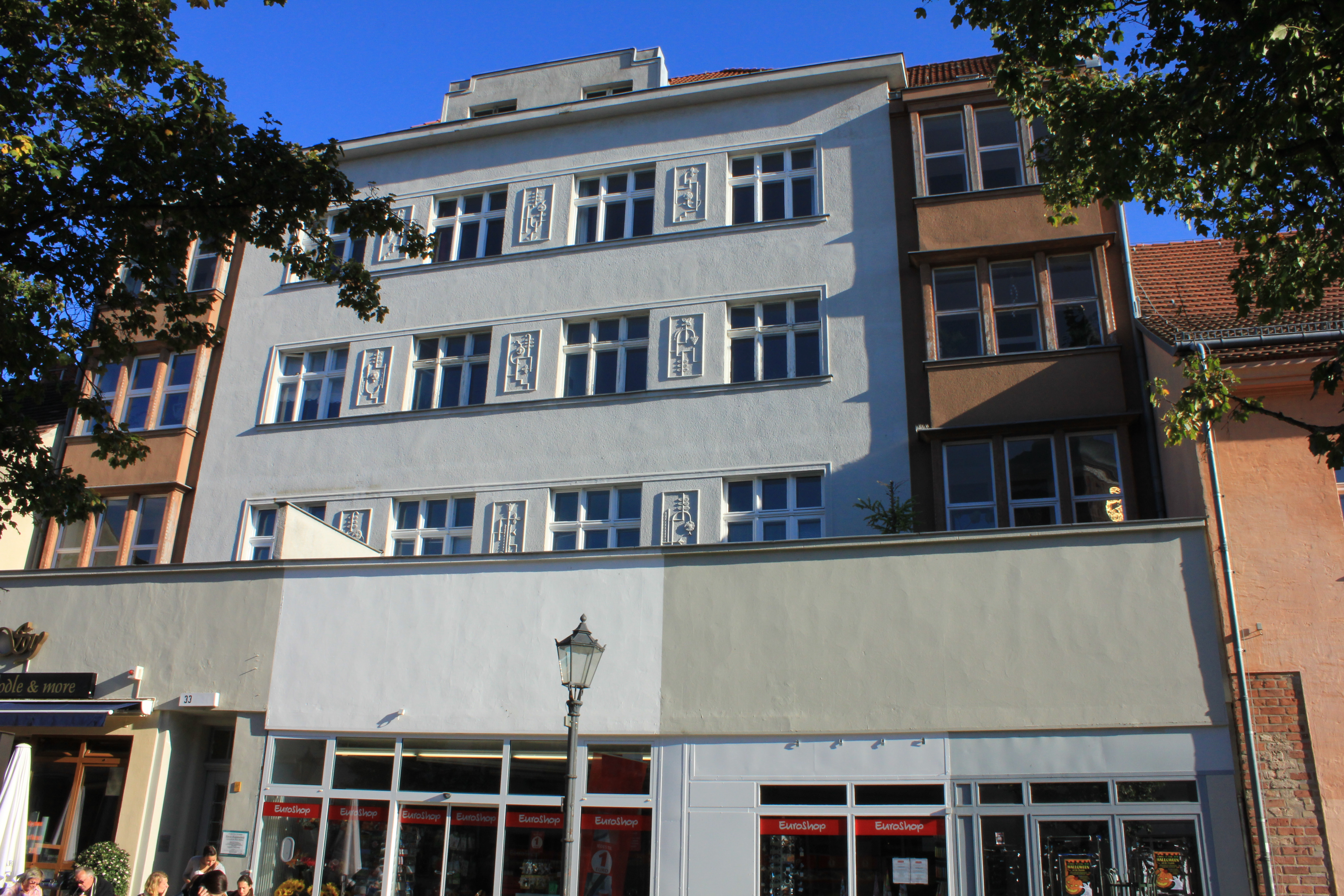
Das Haus Breite Straße 33 in Spandau, das Louis Salomon erbauen ließ

### Unternehmenstätigkeit
Louis Salomon war vielfältig als Unternehmer tätig. Er gründete und verlagerte Geschäfte für sich und Familienangehörige in ganz Berlin, baute sie um und erweiterte sie. Bereits am 1. Oktober 1898 errichtet er am Lutherplatz 3 eine erste Filiale seines im Februar 1897 gegründeten Geschäfts. „Da meine Frau sehr tüchtig war, hatte ich viel Zeit“, schreibt er als Begründung in seinen Erinnerungen. Nach der Geburt seiner beiden Töchter stellte er einen Vetter namens Powidzer als Filialleiter ein. Dieses Geschäft für Modewaren übernahm sein Bruder Benno, nachdem Louis es hatte umbauen lassen; als Benno erkrankte und 1924 starb, führte es dessen Frau Zilka (auch Cella), eine Schwester von Louis’ erster Frau Fränze. Sie wurde mit ihren Kindern Gerhard und Leonie 1943 nach Auschwitz deportiert und ermordet.
1904 eröffnete er eine Filiale seines eigenen Geschäfts an der Pichelsdorfer Straße 16, „die eine Goldgrube für uns wurde“. Margot erhielt diese Filiale zu ihrer Hochzeit als Geschenk; Inhaber wurde ihr Ehemann Julius Weiss. Als seine Tochter Gerta 1925 Alfred Kallner heiratete, nachdem dieser sein Medizinstudium beendet hatte, überschrieb Salomon ihr dreiviertel seiner Häuser als Heiratsgut. Für seinen Bruder Joseph (genannt Julius) und dessen Sohn Martin kaufte er auf der Neuendorfer Straße 98 ein Textilwarengeschäft, das diese bis zur Reichspogromnacht 1938 führten. 1929 errichtete er ein kleines Geschäft in der Seegefelder Straße „mehr zum Sport, damit später [sein Stiefsohn] Gerd eine Existenz haben sollte“, doch dieser hatte „die Lust zum Kaufmann verloren“, so dass Salomon es Anfang 1933 wieder auflöste. Für seine Schwägerin Jenny Hartmann, der es in Lissa „sehr schlecht“ ging, errichtete er ein Lebensmittelgeschäft in der Lynarstraße, bis sie nach kurzer Zeit nach Posen übersiedelte, als ihr Mann dort eine Anstellung erhalten hatte. Weitere Geschäfte eröffnete er als „Starthilfe“ für seine Schwägerinnen Hedwig (1912 in Tegel) und Marta (1913 in Neukölln). 1918 kaufte er die Häuser an der Breiten Straße 33 und 34 in Spandau (heutige Adresse: Breite Straße 33), ließ sie instand setzen, „moderne Läden“ ausbauen und wegen der Wohnungsknappheit Notwohnungen in ehemaligen Gesellenzimmern einbauen. Im Haus Breite Straße 33 richtete er ein Wäschegeschäft für seine Schwägerin Margarete Brasch, eine Schwester seiner ersten Frau, ein; diese erkrankte jedoch bald, und er löste es wieder auf. Louis Salomon nahm auf die Partnerwahl seiner Töchter Einfluss und achtete auch auf das kaufmännische Geschick der Schwiegersöhne.

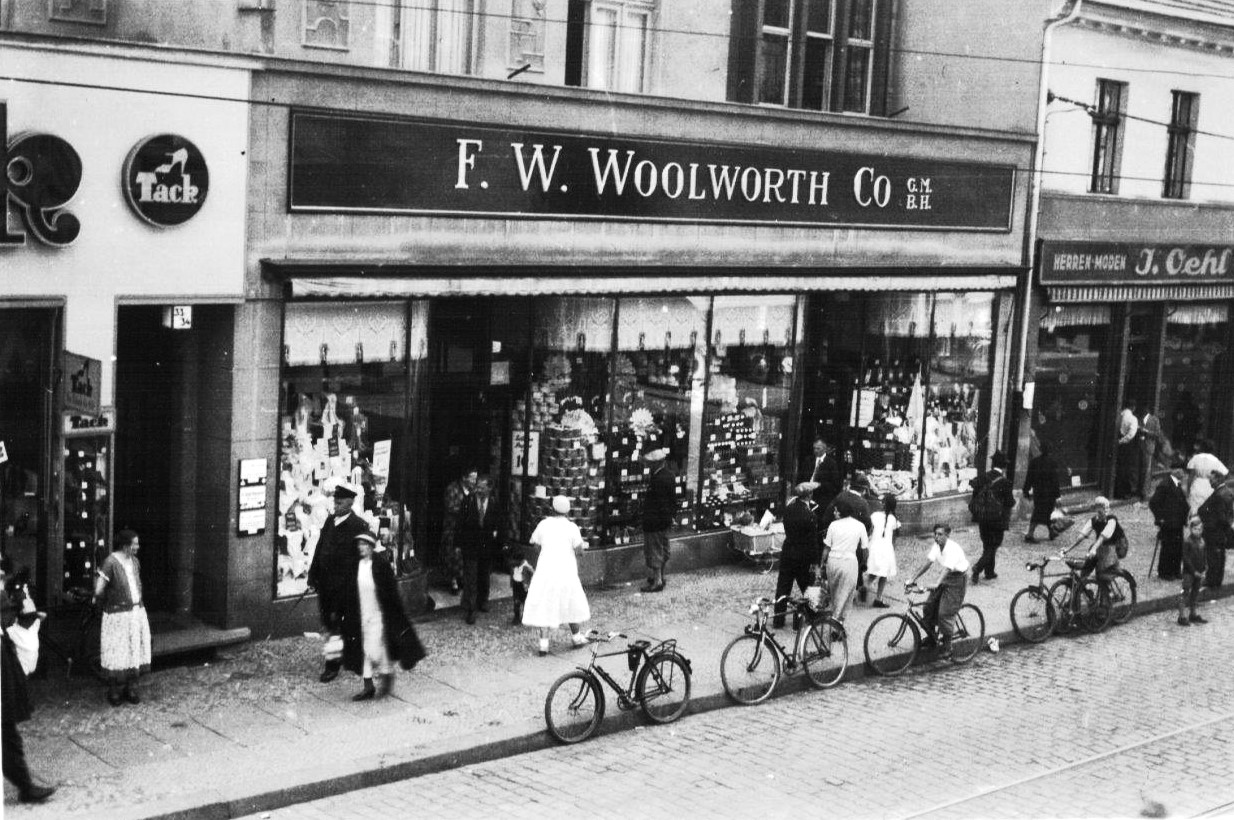
Die Woolworth-Filiale in den 1930er-Jahren, links das Schuhhaus Tack

1929 unterbreitete die Firma Woolworth Salomon und seiner Tochter Gerta Kallner das Angebot, im Erdgeschoss der Häuser Breite Straße 33 und 34 eine Filiale zu errichten. Salomon ließ die Häuser abreißen und bis 1931 einen großen Neubau errichten. Woolworth übernahm einen großen Teil der Baukosten. Im Erdgeschoss befand sich ein 660 m² großer Laden, in dem Woolworth als Mieter 1931 eine der ersten Filialen der Firma in Deutschland eröffnete, daneben lag ein zweiter von 100 m² Größe für die Firma „Babybasar“ von A. Baer, die bereits vorher dort Mieterin gewesen war. Später folgte auf den „Babybasar“ das Schuhgeschäft Tack. Im ersten Stock lagen die Praxis des Frauenarztes Dr. Hans Löwenstein und des Nervenarztes Dr. Rudolf Mansbacher, im zweiten Stock wohnte Louis Salomon mit seiner Familie, im vierten Stock der Hauswart Fritz Fila, weitere Wohnungen waren vermietet. Als das Kaufhaus Pieck zur selben Zeit Salomons Haus mit dem Stammgeschäft am Markt 6 (Ecke Markt/Breite Straße 53, heute Woolworth) kaufen wollte, zögerte er zunächst, doch „auf Anraten der Kinder und auf Grund des fabelhaften Preises ließ ich mich dazu überreden“.

### Leitungsaufgaben in der jüdischen Gemeinde
Ab 1901 wurde Salomon von der jüdischen Gemeinde mehrfach zum Mitglied der Repräsentantenversammlung gewählt. Er war Mitglied der Vorstände im Humanitätsverein „Gemiluth Chassodim“ und in „Chevra Kadischa“ (‚Heiliger Verband‘), in dem sich Männer ehrenamtlich bei Krankheit und Todesfällen einsetzten, etwa als Beerdigungsbruderschaft, außerdem gehörte er zum Kuratorium des jüdischen Altenheims in der Feldstraße 8. Die Spandauer Gemeinde war mehr oder weniger liberal ausgerichtet. Salomon war Logenmitglied des „Unabhängigen Ordens B’nai B’rith“ in der Kleiststraße.
Nach dem Tod von Joseph Kallner am 20. Juni 1938 übernahm er dessen Amt als Vorsteher der jüdischen Gemeinde Spandau. Er war der letzte Vorsteher der Gemeinde, die nach dem 4. Juli 1938 zwangsweise aufgelöst und mit der Berliner Gemeinde zusammengefasst wurde. Die Berliner Gemeinde wollte die Spandauer bereits vorher zur Aufgabe ihrer Selbständigkeit überreden, doch dies konnten die Spandauer Juden ablehnen, bis die Behörden nicht mehr mehrere jüdische Gemeinden in Berlin zulassen wollten. In seine Amtszeit fielen die Novemberpogrome 1938 und die zwangsweise Auflösung des gemeindeeigenen Friedhofs.

### Zeit des Nationalsozialismus
Nach der Machtergreifung der Nationalsozialisten wurden seine Geschäfte wie andere von Juden geführte Unternehmen am 1. April 1933 boykottiert. Louis Salomon war nicht mehr in der unmittelbaren Leitung tätig, aber besaß zu dem Zeitpunkt Immobilien in der Breiten Straße 33/34, am Lutherplatz 3 und an der Pichelsdorfer Straße 16 (Inhaber: Julius Weiss), sein Neffe Martin auf der Neuendorfer Straße 98, die alle auf hektographierten Handzetteln aufgeführt waren, die als Boykottaufruf von der SA herausgegeben wurden. Sein Enkel wurde mit Steinen beworfen. Die Enkel Fritz und Hans Weiss mussten 1936 das Kant-Gymnasium verlassen, weil sie Juden waren; vorher waren sie von Mitschülern diskriminiert worden. Die Familie besaß seit den Jahren vor dem Ersten Weltkrieg ein Landhaus in Jörsfelde, das zum Refugium wurde.
Franz Paulus, der Herausgeber von Salomons Lebenserinnerungen, macht in der Einleitung darauf aufmerksam, dass in den Aufzeichnungen Louis Salomons diese und andere „geschichtlichen Umbrüche“ nicht erwähnt werden wie der Spartakusaufstand mit Besetzung des Spandauer Rathauses und „die Tatsache, dass gerade Spandau ein früher Ort nationalsozialistischer Umtriebe war“; die Machtergreifung Hitlers und das Jahr 1933 hätten für Salomon keine einschneidende Zäsur dargestellt. In den Lebenserinnerungen scheine „der Übergang von der bürgerlichen Normalität in die Katastrophe von Deportation und Mord an den Familienmitgliedern […] fast beiläufig zu erfolgen“. Paulus schließt daraus, dass Salomon ein „unpolitischer Kaufmann“ geblieben sei, der bis zum Schluss „die Fiktion bürgerlicher Normalität aufrechterhalten“ habe.

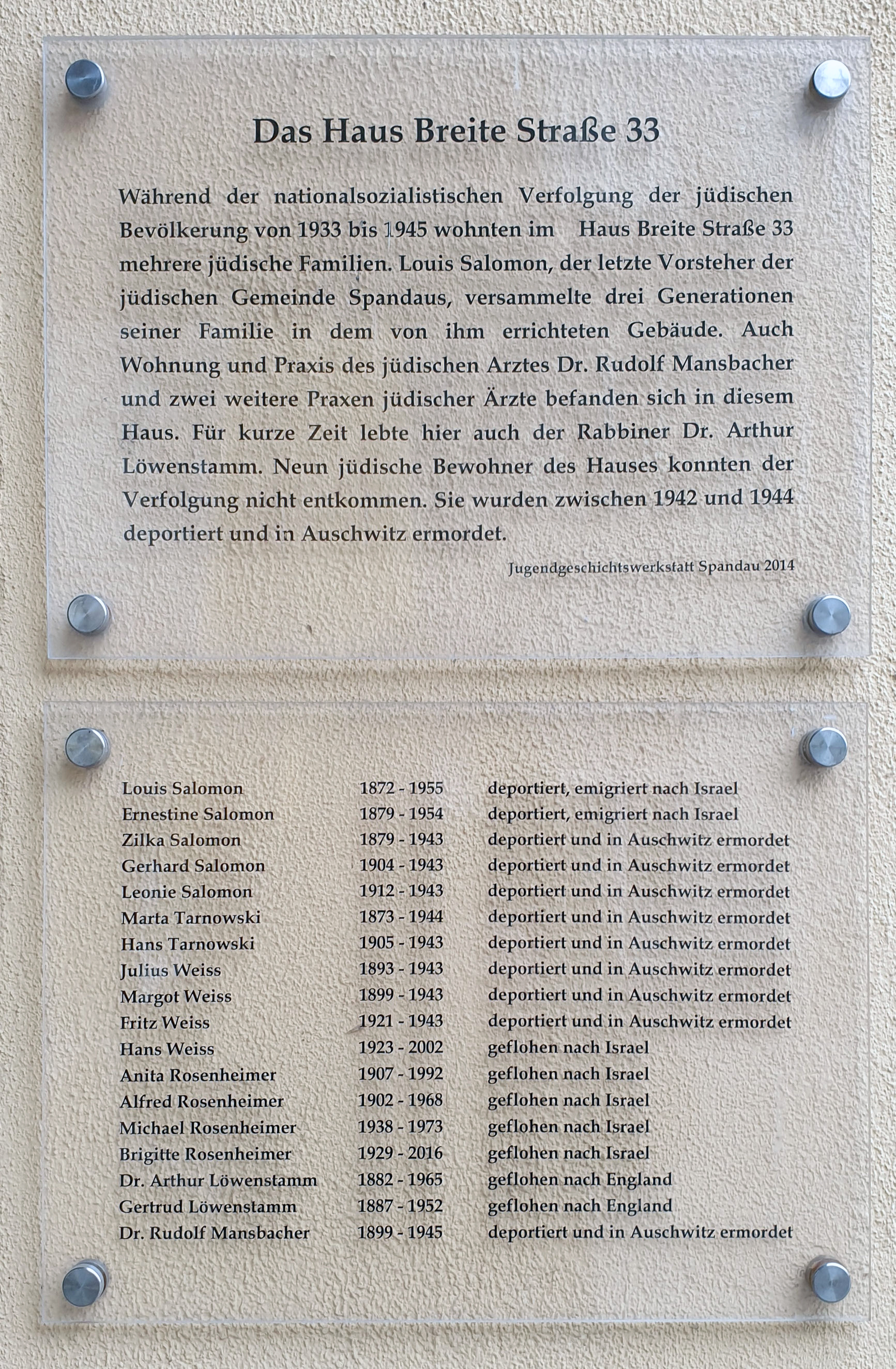
Gedenktafel für die jüdischen Bewohner des Hauses Breite Straße 33

Infolge der „Arisierung“ oder „Entjudung“ erfolgte die Einschränkung des Mieterschutzes für Juden, die Hermann Göring im Dezember 1938 bekanntgab. Salomon verlor seine Geschäfte. Das Haus in der Breiten Straße wurde nicht vollständig „arisiert“, da der Umbau durch die amerikanische Firma Woolworth kreditfinanziert worden war. Nach der Veröffentlichung des „Entmietungsgesetzes“ im April 1939 wurden jüdische Familien gezwungen, in einzelnen Häusern („Judenhäusern“) zusammengedrängt zusammenzuziehen. Mehrere Verwandte Salomons zogen daraufhin in das Haus Breite Straße 33/34, dem vom Staat ein Verwalter, Martin Schmidt, vorangestellt wurde. 1938 wohnte vorübergehend der Spandauer Rabbiner Arthur Löwenstamm im 3. Stock. Louis Salomon und seine Frau Ernestine Alma hatten zunächst die Fünf-Zimmer-Wohnung im 2. Stockwerk bewohnt und mussten jetzt in eine kleinere Wohnung im 3. Stock umziehen, zuletzt mit Schwägerin Marta Tarnowski und ihrem Sohn Hans zusammen als Untermieter seines Schwiegersohns Julius Weiss und seiner Tochter Margot Weiss für eine Miete von 35 RM. Der mit Louis Salomon befreundete Hauswart Fila hatte eine Klingel von seiner Wohnung im Dachgeschoss in Salomons Wohnung gelegt, die er beispielsweise betätigte, wenn die Gestapo in der Nähe war. Neun Bewohner des Hauses wurden zwischen 1942 und 1944 deportiert und in Auschwitz ermordet. Das Haus wurde am 28. März 1945 von einer Bombe im hinteren Teil schwer beschädigt. Nach dem Wiederaufbau nach Kriegsende zog erneut die Firma Woolworth ein, bis sie in ein neu errichtetes Haus am Markt 7 umzog. Heute gehört das Gebäude der Gesellschaft Gewobag, die Ladenräume sind an ein Geschäft und ein vietnamesisches Restaurant vermietet.
In der Nacht vom 9. zum 10. November 1938 brannte die Synagoge in der Kammerstraße/Ecke Lindenufer. An den von Juden geführten Geschäften in der Stadt wurden die Schaufensterscheiben zertrümmert, die Läden wurden geplündert. Salomon ging mit Rabbiner Löwenstamm in der Nacht zur Synagoge und in die Breite Straße, wo sie angegriffen und niedergeschlagen wurden. Am nächsten Tag gelang es Salomon zusammen mit dem Synagogendiener Hermann Blumenthal, einige Torarollen aus der Synagoge zu retten. Rabbiner Arthur Löwenstamm wurde am 11. November 1938 verhaftet und ins KZ Sachsenhausen gebracht, wo er bis März 1939 blieb und dann nach Großbritannien emigrierte.
Noch 1938 wurde die Gemeinde offiziell aufgelöst, die Mitglieder der jüdischen Gemeinde Berlin angeschlossen. 1939/1940 wurde die Gemeinde gezwungen, ihren seit 1859 in den Schülerbergen in der Spandauer Nordstadt bestehenden Friedhof mit etwa 400 Gräbern aufzugeben, weil die Militärverwaltung das Gelände benötigte. Die Überreste der Bestatteten wurden von jüdischen Arbeitern der Berliner Gemeinde auf einen besonderen Teil des Adass-Jisroel-Friedhofs in Berlin-Weißensee umgebettet, die Grabdenkmäler wurden dort wieder aufgestellt. Louis Salomon wirkte als Gemeindevorsteher bei der Schlussandacht in Spandau und bei der Einweihung des Gräberfeldes in Weißensee mit und sprach hier das letzte und dort das erste Kaddisch.

### Theresienstadt
Louis Salomon und seine Frau Alma wurden mit dem 77. Alterstransport vom 16. Dezember 1942 ins Konzentrationslager Theresienstadt deportiert, das von der NS-Propaganda beschönigend als angebliches „Altersghetto“ dargestellt wurde. Von den 98 aus Berlin stammenden Deportierten dieses Transports überlebten nur 13 Personen. Seine Schwägerin Marta Tarnowski folgte einen Tag später mit dem 78. Alterstransport; sie wurde von Theresienstadt nach Auschwitz gebracht, wo sie verschollen ist. Ihr Sohn Hans Joachim wurde am 2. März 1943 nach Auschwitz deportiert und dort umgebracht. Salomons Tochter Margot Weiss, ihr Mann Julius Weiss und Sohn Fritz Weiss wurden von den Nationalsozialisten ermordet, Enkel Hans (Schimʿon) Weiss ging im Rahmen der Jugend-Alija nach Palästina. Salomons Tochter Gerta war bereits 1933 mit ihrer Familie nach Palästina ausgewandert, nachdem ihrem Mann Dr. Alfred Kallner seine ärztliche Praxis entzogen worden war und ihre Tochter Fränze die Schule hatte verlassen müssen. Sie lebten im Kibbuz Ein Harod, wo Kallner als Arzt tätig wurde.
Louis Salomon und seine Frau erhielten am 23. November 1942 die Aufforderung, sich für die Abreise nach Theresienstadt bereitzuhalten. Am 24. November wurden sie mit einem Möbelwagen zunächst ins Altersheim Gerlachstraße (vorher Lietzmannstraße) gebracht, das als Sammellager für Theresienstadt-Transporte diente. Die mitgebrachten Möbel wurden dort jedoch von der Gestapo konfisziert und verschleudert. Am 16. Dezember brachen sie nachts zum Anhalter Bahnhof auf, wo der Zug um 6 Uhr abfuhr und am frühen Abend den Bahnhof Bauschowitz an der Eger, drei Kilometer von Theresienstadt entfernt, erreichte. Dort wurden ihnen persönliche Gegenstände aus ihrem Gepäck abgenommen, sie mussten anfangs auf Strohsäcken schlafen. Obwohl Männer über 70 und Frauen über 60 Jahren in Theresienstadt nicht arbeiten mussten, meldete sich Louis Salomon für den Hausdienst, bediente die Öfen, half bei der Essensausgabe, machte Botengänge; später war er als Straßenreiniger eingesetzt, bis er aus gesundheitlichen Gründen die Arbeit einstellen musste. Mitte Februar 1943 erhielt Salomon ein Bett in einem mit 16 Personen belegten Zimmer, getrennt von seiner Frau. Alma Salomon betätigte sich beim Kartoffelschälen und als Hilfe in einem Kinderzimmer, sie bekam dafür eine Portion Kartoffeln und hatte Zugang zu den Küchenabfällen, so dass beide nicht hungern mussten; später erhielten sie zweimal ein Päckchen mit Lebensmitteln von Bekannten aus Spandau. Im Ghetto trafen sie auf Verwandte aus verschiedenen Gegenden und Spandauer, die später deportiert worden waren und von den Bombenangriffen auf Spandau und Berlin berichteten. Am Sabbat besuchte das Ehepaar Salomon die Gottesdienste, die verschiedene Rabbiner abhielten.
Im September 1944 kamen 2000 Juden aus Holland in das Ghetto. Louis Salomon schreibt in seinen Erinnerungen:

„Durch die Anwesenheit der Holländer wurde das Volk noch gemischter. Alle Nationalitäten waren vertreten, aber so schlechte Juden und Menschen habe ich noch nie kennengelernt, wie sie hier zusammengepfercht wohnen mussten. In der Hauptsache waren es Tschechen aus dem Protektorat, zu 90 % Feinde der Juden aus Deutschland, was auch die Holländer waren, da sie uns für den Krieg mitverantwortlich machen wollten.“

Mehrfach verließen im September und Oktober Transporte mit jeweils mehreren Tausend Menschen im Alter bis zu etwa 68 Jahren das Lager; „wohin diese kommen sollen, weiß niemand“, schreibt Salomon; „Es sollen noch ca. 10.000 Personen hier sein, die hier bleiben sollen, ob es wahr wird, weiß keiner.“ Das Ziel der Transporte war meist das Vernichtungslager Auschwitz.
Franz Paulus führt es auf Salomons Pragmatismus und seine Entschlossenheit zurück, dass er die Zeit im Ghetto Theresienstadt überlebt hat. Er bezeichnete sich selbst als Optimisten und bemühte sich um eine Arbeit im Ghetto. Auch seine praktizierte Religiosität war ein stabilisierender Faktor. Von ihm selbst nicht zu beeinflussen war der Umstand, dass er und seine kränkelnde Frau nie in Situationen gerieten, die zur Selektion und somit zur Ermordung führten.

### Schweiz und Palästina
Am 5. Februar 1945 konnten Louis Salomon und seine Frau mit einem Sammeltransport von 1200 Juden „zum Austausch“ in die neutrale Schweiz ausreisen, zu dem Salomon sich „trotz der Gegnerschaft meiner Frau“ gemeldet hatte. Die Ausreisemöglichkeit war das Ergebnis von Verhandlungen zwischen Rabbiner Isaac Steinbuch, Schweizer Repräsentant des Rescue Committee of the Union of the Orthodox Rabbies, dem Schweizer Bundesrat Jean-Marie Musy und Heinrich Himmler. Alma Salomon hatte wie andere Lagerinsassen die Angst, es könne sich in Wirklichkeit wieder um einen Transport in ein Vernichtungslager handeln. Die SS versuchte angesichts der absehbaren militärischen Niederlage im Herbst 1944 mit solchen Maßnahmen „guten Willen“ zu zeigen, bis Adolf Hitler weitere dieser Transporte verbot.
Am 5. Februar 1945 fuhren 1200 Lagerbewohner mit wenig Gepäck mit dem Zug nach Konstanz und weiter nach Sankt Gallen. Salomon schrieb: „Als wir am Dienstag kurz vor der Einfahrt in Kreuzlingen […] die Aufforderung erhielten, die Judensterne von unseren Kleidern abzutrennen, da glaubten auch die größten Pessimisten, dass wir in die Schweiz kommen. Alle weinten vor Freude.“ Sie bekamen warme Suppe, Obst, Käse, Bonbons, Zigarren und Zigaretten und blieben drei Wochen in Quarantäne.
In der Schweiz lebten Louis und Alma Salomon unweit des Genfer Sees in Hotels, die als Flüchtlingslager dienten, unter schwierigen finanziellen Umständen; sie wurden von jüdischen Bekannten in den USA und Julius Sternberg in Bogota finanziell unterstützt. Von St. Gallen kamen sie zunächst nach Les Avants. Alma Salomon wurde auf Rheuma und Ischias behandelt; später stellte sich heraus, dass eine Knochenschwäche infolge der Mangelernährung in Theresienstadt vorlag. In Schweizer Zeitungen lasen sie mit Entsetzen von der Misshandlung und Ermordung zahlloser Juden in den Konzentrationslagern. Bereits von der Schweiz aus leitete Salomon erste Schritte zur Rückerstattung seines Vermögens in die Wege. Am 10. Mai 1946 beantragte er beim Magistrat von Berlin die Rückgabe der beschlagnahmten Häuser Breite Straße 33/34 und Lindenufer 9. Das Haus in Jörsfelde erhielt er am 6. Februar 1951 nach einem Rückerstattungsprozess zurück.
Bereits im April 1945 sollten sich alle melden, die nach Palästina auswandern wollten. Wegen Almas Krankheit und wegen des Kriegsendes nach der Kapitulation des Deutschen Reiches kam eine Ausreise jedoch noch nicht zustande. Alma kam am 26. Mai 1945 nach Montreux ins Krankenhaus, wo sie bis Anfang Juli blieb. Ab dann lebte sie im Hotel Belmonte in Montreux; Louis wurde die Umsiedlung nach dort wegen einer Quarantäne zunächst nicht genehmigt, so dass er weiter im Grand Hotel in Les Avants wohnen musste. Ab 11. August 1945 lebten beide wieder zusammen im Hotel Bristol in Territet. Am 31. Juli 1946 wurden sie ins Flüchtlingsheim Mirabeau in Clarens umquartiert. Sie hatten freundschaftlichen Kontakt mit Ruth Ascher, einer Verwandten aus der Familie Kallner, die in Bex verheiratet war; dort nahmen sie auch öfter an Gottesdiensten teil, da in Montreux die Gottesdienste nach polnischer, chassidischer Art gefeiert wurden, was ihnen nicht zusagte. Seit Ende Juni bestand auch wieder Briefkontakt zu Verwandten und Bekannten, die in verschiedenen Ländern lebten.
Belastend war, dass von Salomons Tochter Margot und ihrer Familie keine Nachrichten vorlagen, ebenso von seiner Schwägerin Marta Tarnowski und ihrer Familie; sie alle waren ermordet worden. Am 25. Mai 1945 hatte Salomon ihretwegen einen Suchbrief an den Verband Schweizer Jüdischer Flüchtlingshilfen gerichtet. Am 31. Januar 1946 schrieb Salomon in sein Tagebuch: „Von unseren lieben Verwandten haben wir nichts gehört. Wenn nicht ein Wunder an ihnen geschehen ist, dann gehören sie wohl auch zu den Opfern dieser Unmenschen.“
Deutschen, Österreichern und Polen rieten die Schweizer Behörden ab, in ihre Heimat zurückzukehren; ihnen wurde empfohlen, abzuwarten, ob eine Übersiedlung zu Verwandten nach Palästina, Amerika oder anderswo in Übersee möglich werden würde. In Palästina suchten die Araber die weitere Zuwanderung von jüdischen „Displaced persons“ zu verhindern, und aus Furcht vor Ausschreitungen angesichts des arabischen Aufstands erschwerte die britische Mandatsmacht die Einreise, während sich die Amerikaner für die sofortige Einwanderung einsetzten und am 31. August 1946 den britischen Premierminister aufforderten, sofort 100.000 Juden aus Deutschland und Österreich nach Palästina einwandern zu lassen.

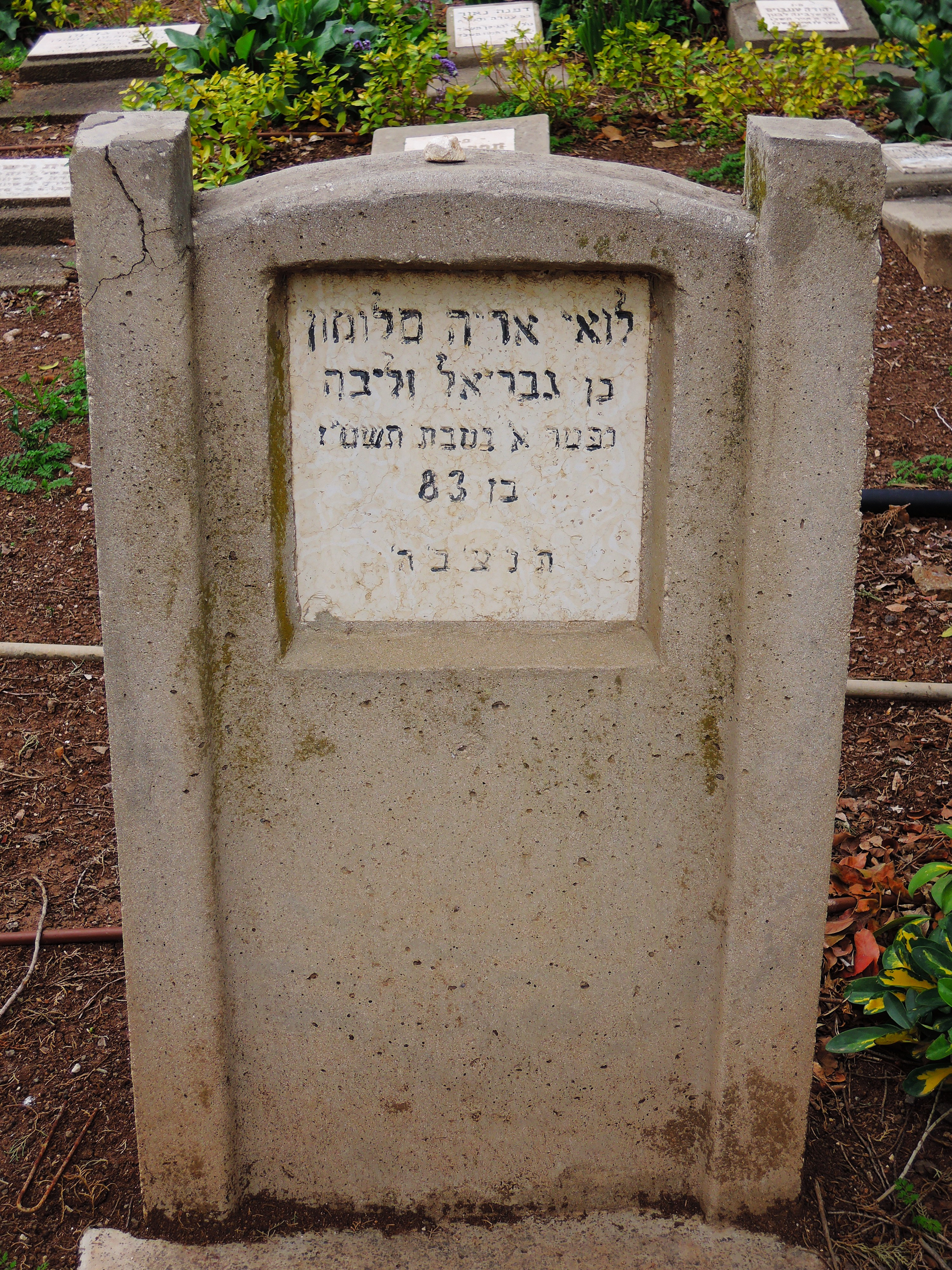
Mazewa (Grabstein) von Louis Arje Salomon, Sohn von Gabriel und Liebchen, 83 Jahre alt, in Ein Charod – in der ersten Zeile sein Name לואי אריה סלומון (Louis Arje Salomon), in der letzten Zeile der Segenswunsch aus „Seine Seele sei eingebunden in das Bündel des Lebens!“, abgekürzt ת נ צ ב ה.

Ende Juni 1947 erhielt das Ehepaar Salomon den Hinweis, dass es mit einem Einbürgerungs-Zertifikat für den Kibbuz Ein Charod rechnen könne. Die Pässe und weitere Papiere zur Ausreise erhielten sie vom englischen Konsulat dann erst am 1. September, und eine Fährüberfahrt konnten sie erst für Oktober buchen. Die Koffer holte ein Spediteur am 29. September ab. Am 3. Oktober reisten Alma und Louis Salomon per Zug nach Genf, nach einer Zwischenübernachtung nach Marseille, und am 9. Oktober begann dort die Schiffspassage. Am 16. Oktober erreichten sie den Hafen von Haifa, wo sie von Louis’ Tochter Gerta Kallner mit ihrem Mann Alfred sowie von Almas Söhnen Gerd Rosenheimer mit Frau Yella und Fredy Rosenheimer mit seiner Frau Anita erwartet wurden. Alma und Louis erhielten eine Wohnung im Kibbuz Ein Charod unmittelbar neben Familie Kallner.
Alma Salomon starb am 17. Januar 1954, Louis am 16. Dezember 1955. Sie wurden auf dem Friedhof in Ein Charod beigesetzt. Nach Deutschland waren sie nie zurückgekehrt.

## Lebenserinnerungen und Gedenken
Die handschriftliche Originalfassung der Lebenserinnerungen von Louis Salomon und eine Abschrift hatte die Familie dem Archiv der Gedenkstätte Yad Vashem übergeben. Er schrieb sie vermutlich während seines Aufenthaltes in der Schweiz nieder, nachdem sein Tagebuch in Theresienstadt verloren gegangen war, und führte sie bis zum 3. Dezember 1947 fort. Die Jugendgeschichtswerkstatt Spandau veröffentlichte die Erinnerungen 2000 als Buch.
Am Wohnhaus Breite Straße 33 in Spandau ließ die Jugendgeschichtswerkstatt Spandau eine Gedenktafel mit den Namen der jüdischen Bewohner des Hauses anbringen, die am 18. Mai 2014 eingeweiht wurde.